# Pim Muda
Pim Muda (Groningen, 11 maart 1978) is een Nederlands acteur die deel uitmaakt van De Ashton Brothers.
Pim Muda woonde gedurende zijn jonge jaren in Haren. 
Van 1996 en 2000 volgde Pim Muda een opleiding aan de Kleinkunstacademie in Amsterdam. Op de academie ontmoette hij Pepijn Gunneweg, Joost Spijkers en Friso van Vemde Oudejans, met wie hij een eindejaarsvoorstelling uitvoerde. Vervolgens maakte hij met deze drie nog vele nieuwe acts. Deze werden na de Kleinkunstacademie samengebracht in een avondvullende show: De tragiek van de onderman. Met dat programma ging het viertal in 2001 in première als De Ashton Brothers. De voorstellingen van de groep verwijzen sterk naar het variététheater. 

## Carrière
Hij heeft gastrollen gespeeld in series als Baantjer, Spangen, Russen, De Band, het Sinterklaasjournaal, S1ngle, Flikken Maastricht, Verborgen gebreken, Jiskefet en in films zoals: In Oranje en Nachtwacht. Daarnaast heeft hij stemmen ingesproken in vele tekenfilms en series, zoals Yu-gi-oh, Pokémon, Angela Anaconda, Rocket Power, Atomic Betty, Casey Jones in Teenage Mutant Ninja Turtles en Loogie in Get Ed en de spelcomputerspellen van Harry Potter, en Heavy Rain.
In 2010 was Muda wekelijks op tv te zien als vaste teamcaptain van het programma KRO Hints. Ook verleende hij zijn medewerking aan het hoorspel De Moker.
Vanaf 20 december 2010 was Muda dagelijks te zien in de AVRO-Serie De avonturen van Kruimeltje, waarin hij de rol van Baas Wilkes vertolkt. Ook was hij te zien in de kinderfilm Dolfje Weerwolfje.
Eind 2013 bracht hij een kerst-ep uit. In 2015 begon Muda met de voorbereidingen voor een nieuwe Ashton Show en was hij op televisie te zien als presentator van het consumentenprogramma Koopkracht op RTV Utrecht en in het RTL 5-programma Foute Vrienden.
In februari 2019 werd bekendgemaakt dat Muda een van de deelnemers is aan het SBS6-programma It Takes 2.
In de zomer van 2020 speelde hij mee in De Slimste Mens.
In 2022 nam Muda als kandidaat deel aan De Alleskunner VIPS op SBS6 waar hij derde werd en was hij te zien in de serie Tweede Hans in de rol van overnamespecialist van een tuincentrum. Datzelfde jaar was hij samen met Anne-Marie Jung te zien in Code van Coppens: De wraak van de Belgen. In 2023 vertolkte Muda de rol van Gio in de Videoland-serie Eén grote familie. Daarnaast was Muda datzelfde jaar te zien in de televisieprogramma's Alles is Muziek en The Big Bang. 
In 2023 werd bekend dat Muda de rol van Vincent van Gogh is speelt in een nieuwe speelfilm over diens periode in Drenthe. De film verschijnt begin 2025.
In 2024 kwam de bioscoopfilm Het feest van tante Rita 2 - de chocobom, waarin Muda wederom de hoofdrol speelt, net als in de voorganger Het Feest van Tante Rita uit 2022.